# Asen Čandărov
Asen Rumenov Čandărov (in bulgaro Асен Руменов Чандъров?; Sofia, 13 novembre 1998) è un calciatore bulgaro, centrocampista del Septemvri Sofia in prestito dal Levski Sofia.

## Carriera

### Club
Ha giocato nella prima divisione dei campionati bulgaro e rumeno.

### Nazionale
Ha giocato nelle nazionali giovanili bulgare Under-17 ed Under-19.